# Hornád
Der Hornád (ungarisch Hernád; deutsch Hernach, selten Kundert) ist ein 286 km langer Fluss in der Ostslowakei und im nordöstlichen Ungarn. 195 Kilometer Flusslänge verlaufen auf slowakischem Territorium.
Er ist der viertgrößte Fluss der Slowakei und wegen seines malerischen Oberlaufs im Slowakischen Paradies eine beliebte Urlaubsregion. In den Bergen südlich seines Verlaufs werden seit dem Mittelalter verschiedene Erzlagerstätten ausgebeutet, die der Mittelslowakei früher zu gewissem Wohlstand verholfen haben.

## Flusslauf
Der Fluss entspringt zwischen der Niederen Tatra und den Ausläufern des Slowakischen Erzgebirges, etwa 20 km südwestlich von Poprad zwischen den Orten Šuňava, Vikartovce und Liptovská Teplička.
Auf seinem teilweise gewundenen Lauf tangiert der Hornád die kulturhistorisch bekannte Landschaft Zips (siehe Karpatendeutsche, Zipser Sachsen und Meister Paul von Leutschau) und fließt durch die Stadt Spišská Nová Ves. Im Gegensatz zu den anderen großen Flüssen des Landes wie die Waag oder Hron fließt der Hornád ostwärts, sodass er mit der Waag eine die Slowakei teilende Ost-West-Achse bildet. Diese typische Parallelstruktur von großen Tälern ist für alpidische Gebirge typisch und findet sich – praktisch spiegelverkehrt – auch in den großen Längstälern Österreichs.
Die Ursache dieses Talverlaufs ist großteils in geologischen Störungslinien begründet, die nach dem Schweizer Geophysiker A.E. Scheidegger mit den großräumigen Kluftsystemen der verschiedenen orogenen Phasen der Erdgeschichte zusammenhängen. Sie machen die Landschaft des Hornad-Oberlaufs äußerst abwechslungsreich, die deshalb auch Slowakisches Paradies genannt wird.
Nach einem Drittel des Flussverlaufs nimmt der Hornad den Fluss Hnilec auf und bildet dort – zwischen 1200 Meter hohen Bergketten – den 11 km langen Stausee Ružín. Danach tritt der vereinigte Fluss aus dem Slowakischen Erzgebirge in eine breite Ebene aus, die inzwischen vom Industriegebiet der ostslowakischen Großstadt Košice eingenommen wird. Die Stadt mit ihrer berühmten frühgotischen St. Elisabeth-Dom liegt hoch über dem Fluss auf einer Talschulter, und etwas südlicher der schon um 1200 gegründete Ort Krásna nad Hornádom.
Bei Košice wendet sich das Tal nach Süden und erreicht nahe der ungarischen Grenze einen trichterförmigen Ausläufer der Großen Ungarischen Tiefebene, die er auf ungarischem Staatsgebiet weitere 100 km durchläuft. Östlich der Universitätsstadt Miskolc vereinigt sich der nun Hernád benannte Fluss mit dem etwa gleich großen Sajó, um 10 km weiter seine wasserreiche Flut in die Theiß zu ergießen. Vom riesigen Einzugsgebiet dieses größten Nebenflusses der Donau (160.000 km², fast 2-mal Ungarn) entfallen auf Hornad und Sajó knapp 10 Prozent.
In Mitteleuropa gibt es nur wenige Flüsse, die an Vielfalt der Landschaft und durchquerten Geologie dem Hornád nahekommen. Dennoch ist seine Region touristisch noch weitgehend unerschlossen – im Gegensatz zu den Tälern und Städten seiner westlichen „großen Schwester“, der Waag.

## Kernkraftwerk Kecerovce
Für das in den 1980er Jahren geplante Kernkraftwerk in Kecerovce war es geplant, mehrere Staustufen am Hornád zu errichten, um eine neue Verbindung zum Torysa zu schaffen. Hierdurch sollte ermöglicht werden, den Wasserbedarf für vier 1000 MW-Reaktoren zu decken. Die Verbindung sollte durch Staustufen bei Ružín und Kysak geschaffen werden sowie eine Staustufe bei Drienov am Torysa.